# Gabriel Costa (Fußballspieler)
Gabriel Costa, vollständiger Name Basilio Gabriel Costa Heredia, (* 2. April 1990 in San Carlos) ist ein uruguayischer Fußballspieler.

## Karriere

### Vereine
Der 1,70 Meter große Mittelfeldakteur Costa gehörte zu Beginn seiner Karriere von 2010 bis Ende Juli 2011 der Reservemannschaft (Formativas) von River Plate Montevideo an. In der Saison 2011/12 spielte er auf Leihbasis für den Rocha FC, bestritt 19 Partien in der Segunda División und schoss zwei Tore. Im August 2012 verpflichtete ihn Bella Vista. Bei den Montevideanern lief er in elf Spielen (kein Tor) der Primera División auf. Anschließend wechselte er im Februar 2013 zum Club Atlético Rentistas. Nach 14 Erstligaeinsätzen und vier Toren in der Apertura 2013 wurde Costa im Januar 2014 an Alianza Lima ausgeliehen. Bei den Peruanern wirkte er in 60 Partien der Primera División mit und traf 21-mal ins gegnerische Tor. Zudem kam er in 20 Begegnungen (sechs Tore) der Copa Inca, je zwei Aufeinandertreffen (kein Tor) der Copa Sudamericana 2014 und der Copa Libertadores 2015 zum Einsatz. Sein Team gewann die Copa Inca 2014. Ab Januar 2016 setzte er seine Karriere im Rahmen einer weiteren Leihstation bei Sporting Cristal fort. Für den Hauptstadtklub aus Lima absolvierte er bislang (Stand: 14. April 2017) 25 Partien (fünf Tore) in der höchsten peruanischen Spielklasse sowie sechs Spiele (ein Tor) in der Copa Libertadores 2016 und zwei Begegnungen (kein Tor) in der Copa Libertadores 2017. 2016 wurde er mit der Mannschaft Peruanischer Meister.

### Erfolge
- Copa Inca: 2014
- Peruanischer Meister: 2016